# Sheena Fujibayashi
Sheena Fujibayashi (Su nombre al alfabeto latino es Shihna Fujibayashi) es un personaje ficticio del videojuego Tales of Symphonia creado por Takashi Hasegawa y el personaje fue diseñado por Kōsuke Fujishima.
Es una kunoichi (mujer ninja) del pueblo de Mizuho, es enviada desde el próspero mundo de Tethe'alla a Sylvarant para detener a Colette Brunel y evitar que cumpla su misión de regeneración, puesto que si Colette triunfa en regenerar Sylvarant, Tethe'alla, el mundo de Sheena, caería en desgracia.

## Historia
Aunque al principio es enemiga de los protagonistas acaba uniendo fuerzas con Lloyd Irving y sus amigos para salvar a la gente inocente que es víctima de los malvados desianos.
Sheena es la única capaz de sellar pactos con los Espíritus Protectores y después invocarlos, esto tiene una gran importancia en el desarrollo de la historia. Su mejor amigo al principio es un pequeño Espíritu Protector llamado Corrine (o Korin).

## Personalidad
Sheena es una persona que posee una fuerte voluntad. Debido en parte a su crianza como ninja, a ella se le otorga el aspecto poco femenino en gran parte del tiempo, sin embargo, posee un lado dulce y tierno, que se logra ver a medida que avanza el argumento. Ella tiene muy poca confianza en su capacidad de tomar decisiones importantes, y odia tener que ser rescatada. Al igual que Lloyd y Colette, cree firmemente en el altruismo. Esta chica está dispuesta a romper las reglas dadas por el Patriarca y el Rey de acabar con la vida de los Elegidos, con el fin de hacer lo correcto. A pesar de que algunos de Mizuho la odien, ella sabe que los errores pueden ser corregidos, y se niega a abandonar a alguien, incluso aunque sea su mayor enemigo.

## Datos
- A la edad de siete años, Sheena se aventuró al Templo del Rayo junto con el pueblo de Mizuho, con el fin de formar un pacto con Volt, el Espíritu del Relámpago. Por desgracia, Volt habla un idioma que solo algunos pueden comprender, y ella no pudo entender qué era lo que decía. Volt montó en cólera, matando a la cuarta parte de la población de Mizuho y dejando al Jefe de Mizuho (El abuelo adoptivo de Sheena) en estado de coma. Sheena se siente muy responsable de este suceso.

- Sheena es una adolescente de estereotipos, que cambia frente al rechazo, no admite sus sentimientos y se esfuerza por seguir así. Sheena es muy insegura acerca de sus sentimientos; y solo llega a revelar cómo se siente dependiendo de los actos del otro.

- Ella tiene una constante irritación por Zelos (al que le encanta coquetear con ella), y hay menciones de conflictos del pasado entre ellos (específicamente, él intentó echarle una ojeada mientras Sheena estaba en la ducha)

## Habilidades
Sheena es uno de los personajes que luchan cuerpo a cuerpo, además ella utiliza tarjetas y magia. Tiene la capacidad de llamar a poderosos Espíritus.
- Datos: Q11703805